# Pholcus yeongheung
Espèce
Pholcus yeongheung est une espèce d'araignées aranéomorphes de la famille des Pholcidae.

## Distribution
Cette espèce est endémique du Gangwon en Corée du Sud,. Elle se rencontre dans le district de Yeongwol.

## Description
Le mâle holotype mesure 5,98 mm et la femelle paratype 4,93 mm.

## Systématique et taxinomie
Cette espèce a été décrite par Jang, Bae et Kim en 2025.

## Étymologie
Son nom d'espèce lui a été donné en référence au lieu de sa découverte, Yeongheung.

## Publication originale
- Jang, Bae & Kim, 2025 : « Two new spider species of the genus Pholcus Walckenaer, 1805 (Araneae, Pholcidae) from Korea. » Korean Journal of Environmental Biology, vol. 42, no 4, p. 541-547.